# Колыванова, Светлана Ивановна
Светла́на Ива́новна Колыва́нова (род. 26 сентября 1940, с. Жан-Уварово, Воронежская область) — советская и украинская балерина, педагог, балетмейстер. Народная артистка Украинской ССР (1968).

## Биография
В 1959 окончила Киевское хореографическое училище.
В 1959—1960 — солистка балета Киевского оперного театра.
В 1960—63 — солистка балета Узбекского оперного театра (Ташкент).
С 1964 — солистка балета Харьковского театра оперы и балета, позднее — зав. балетной труппой, главный балетмейстер.
С 1987 — преподаватель хореографического отдела в Харьковском музыкальном училище, затем в Харьковском училище культуры.

### Семья
Муж — Теодор Константинович Попеску (1935—2008), солист балета Харьковского театра оперы и балета, народный артист Украины.
Сестра — Ирина Ивановна Колыванова, балерина, солистка балета Харьковского театра оперы и балета.

## Балетные партии
- Жизель («Жизель» А. Адана).
- Одетта-Одиллия («Лебединое озеро» П. И. Чайковского).
- Аврора («Спящая красавица» П. И. Чайковского).
- Маша («Щелкунчик» П. И. Чайковского).
- Китри («Дон Кихот» Л. Минкуса).
- Джульеттa («Ромео и Джульетта» С. С. Прокофьева).
- Барышня («Барышня и хулиган» Д. Д. Шостаковича).
- Фригия («Спартак» А. И. Хачатуряна)[2].
- Мавка («Лесная песня» М. А. Скорульского.
- Мехмене Бану («Легенда о любви» А. Д. Меликова).
- Кармен («Кармен-сюита» Р. К. Щедрина)[2].
- Донна Анна («Каменный властелин» В. С. Губаренко).

## Звания и награды
- Лауреат международного конкурса артистов балета в Варне (Болгария)
- Народная артистка УССР (1968)
- Орден Трудового Красного Знамени
- Орден «За заслуги» III степени (1997)[3]
- Орден княгини Ольги І степени (2020)[4]
- Орден княгини Ольги ІІ степени (2017)[5]
- Орден княгини Ольги ІІІ степени (2005)[6]
- Юбилейная медаль «20 лет независимости Украины» (2011)[7]
- Почётный гражданин Харькова (2002)
- Знак «Человек года» (2005)
- Лауреат конкурса «Народное признание» (2006)